# Rudolf Exler
Rudolf Exler (* 28. Juli 1905 in Kerschdorf, Emmersdorf; † 24. März 1982 in Weiz) war ein österreichischer Politiker (SPÖ) und Betriebstechniker. Er war von 1953 bis 1970 Abgeordneter zum Nationalrat.

## Leben
Exler besuchte nach der Volks- und Bürgerschule die technische Fernschule Bad Frankenhausen und erlernte den Beruf des Maschinenschlossers. Er arbeitete danach als Betriebstechniker bei Elin-Union und war im Werk Weiz beschäftigt. Politisch engagierte sich Exler als Vorsitzender des Bezirksausschusses der SPÖ Weiz, zudem war er innerparteilich als Mitglied der Landesparteivertretung der SPÖ Steiermark aktiv. Er vertrat die SPÖ im Gemeinderat von Weiz und war vom 18. März 1953 bis zum 31. März 1970 Abgeordneter zum Nationalrat.
Exler war in der Folge des Österreichischen Bürgerkriegs 1934 für neun Monate aus politischen Gründen inhaftiert.

## Auszeichnungen
- 1963: Großes Ehrenzeichen für Verdienste um die Republik Österreich[2]